# Hugo I. (Italien)
Hugo I., auch Hugo Graf von Vienne, Hugo von (der) Provence, Hugo von Arles, (* vor 887; † 10. April 947 in Arles) aus dem Adelsgeschlecht der Bosoniden war ab 905 Regent für Ludwig den Blinden, der nach seiner Blendung praktisch regierungsunfähig war. Ab 924 war er König von Niederburgund und 926 bis 946 König von Italien, womit er auch einer der Nationalkönige war.

## Leben
Hugo war der Sohn des Grafen Theotbald von Arles und der Bertha von Lotharingien, einer unehelichen Tochter des Königs Lothar II., die in zweiter Ehe den Markgrafen Adalbert II. von Tuszien († 915) heiratete. Hugo heiratete 912 Willa von Burgund, wohl eine Tochter des Boso von Vienne, die Witwe des Königs Rudolf I. von Burgund († 912).
Nach dem Tode des geblendeten Königs Ludwig III., den er schon während dessen Lebzeiten völlig beherrschte, bemächtigte er sich 924 Niederburgunds. Die dem König Rudolf II. von Hochburgund – dem Sohn seiner Frau – feindliche Partei rief ihn jedoch nach Italien, wo er nach dessen Sturz 925 in Pavia zum König von Italien gekrönt wurde in der Kirche San Michele Maggiore dagegen musste er Rudolf seine burgundische Herrschaft abtreten. Gegen Kaiser Berengar I. rief er die Araber ins Land (Islam in Italien), dieser wiederum die Ungarn. Beide Völker plünderten fortan Oberitalien aus.
Hugo regierte kräftig, aber auch mit Härte und Grausamkeit, umgab sich mit einem Harem schöner Frauen und übertrug geistliche und weltliche Ämter unwürdigen Günstlingen. 931 blendete er seinen Halbbruder, den Markgrafen Lambert von Tuszien, und übertrug dessen Land dann seinem eigenen Bruder Boso. 932 vermählte er sich mit der römischen Adeligen Marozia, der Witwe von Lamberts Bruder und Vorgänger Guido von Tuszien, der Mutter des Papstes Johannes XI., mit dem Ziel, die Kaiserkrone zu erlangen. Wenige Tage vor der Krönung im Dezember 932 jedoch zettelte sein Stiefsohn Alberich, Marozias Sohn aus einer früheren Ehe, in Rom eine Revolte an, die sich sowohl gegen Hugo als auch gegen Marozia richtete. Da König Hugo anscheinend nicht sein ganzes Gefolge in Rom hatte, musste er Hals über Kopf aus der Stadt fliehen. Seine neue Frau Marozia ließ er zurück, die von Alberich II. sofort gefangen gesetzt wurde und später in Haft starb. Wenige Tage später erhoben die Römer in einer förmlichen Wahl Alberich zum Herrn ihrer Stadt.
Hugo versuchte sofort seine Herrschaft über Rom wiederzuerlangen und Marozia zu befreien. Die Belagerung der Ewigen Stadt musste jedoch 933 ergebnislos abgebrochen werden, da die Einfälle seiner Feinde in Norditalien Hugos Präsenz dort erforderten. 936 unternahm er einen erneuten Versuch, Rom zu erobern, hatte allerdings genauso wenig Glück wie vorher und musste auf Drängen des Abtes Odo von Cluny in die Friedensverhandlungen mit den Römern einwilligen.
Hugo verlor 933 Niederburgund an den Welfenkönig Rudolf II. von Hochburgund, der als Gegenleistung auf seine Ansprüche auf die Herrschaft in Italien verzichtete. Seine Versuche, dieses Territorium nach dem Tod Rudolfs II. 937 zurückzuerlangen, misslangen, da eine deutsche Intervention diesen Plan vereitelte. Am 12. Dezember 937 versuchte  er Rudolfs Witwe Bertha zu heiraten, was ihm König Otto I. nicht erlaubte. Wegen dessen Unterstützung durch den sächsischen Herzog und deutschen König Otto I. gelang es ihm auch nicht, deren Sohn Konrad III. Niederburgund zu entreißen.
944 unternahm Hugo eine militärische Operation gegen die Stützpunkte spanischer Sarazenen in Provence, von denen eine massive Gefahr für den Pilgerverkehr über die Alpenpässe und die Städte Pavia und Genua ausging. Trotz anfänglicher großer Erfolge der mit Hugo verbündeten byzantinischen Flotte brach Hugo diese Operation überstürzt ab, da sich seine Machtbasis in Zentralitalien in Auflösung befand.
Als er den Plan fasste, Berengar II., den Markgrafen von Ivrea, zu überraschen, gefangen zu nehmen und zu blenden, führte er seinen eignen Sturz herbei. Berengar entkam, von Lothar, dem Sohn und Mitregenten Hugos, rechtzeitig gewarnt, zu König Otto I. und kehrte 945 mit einer in Deutschland geworbenen Schar zurück. Viele Adelige, allen voran der Bischof Manasse und Graf Milo von Verona, die mit Hugos Herrschaft unzufrieden waren, fielen sofort nach dem Auftauchen Berengars von Hugo ab. Als dieser zur Abdankung bereit war, gelang es Lothar durch einen Kniefall vor dem siegreichen Berengar, zumindest einigermaßen den Fortbestand burgundischer Herrschaft in Italien zu sichern. Da Lothar ihn vor den Plänen seines Vaters gewarnt hatte, konnte er diese Bitte nicht abschlagen. Der verbitterte De-facto-König Hugo entfloh in die Provence, wo er während der Vorbereitungen eines neuerlichen Krieges gegen Berengar 947 in Arles starb.
Das Königreich Italien erhielt 946 sein Sohn Lothar, der mit Rudolfs II. Tochter Adelheid vermählt war, aber schon 950 starb. Die Gerüchte wollten seinen Tod auf eine Vergiftung durch Berengar zurückführen, was allerdings weder bewiesen noch widerlegt wurde. Die Wirren und Zerwürfnisse dieser Epoche bereiteten den Boden für die spätere Eroberung Italiens durch den deutschen König Otto I, der wenig später Adelheid heiratete, die Tochter Rudolfs II. und Witwe Lothars, welche von ihm Italien geerbt hatte.